# Український степ (Донецьк)
Український степ — парк скульптур у Донецьку; відкритий у 2006 році на  бульварі Пушкіна. До нього входять 11 скульптур, які були подаровані Донецьку українськими та німецькими скульпторами — учасниками першого міжнародного симпозіуму в Донецьку по скульптурі з каменю.
Скульптури виконані з кримського вапняка (крім скульптур Матіаса Трота, які виконані з дубу) і являють собою одиночні і групові композиції людей, звірів, а також скульптури-абстракції. Загальна тема робіт — слов'янська міфологія та побут.

## Список робіт
- «Давид і Голіаф», скульптор — Петро Антип, скульптура зображує старозавітних персонажів Давида і Голіафа.
- «Наріжний камінь», скульптор — Володимир Бабак, скульптура являє собою металеву піраміду, на якій стоїть камінь.
- Фігура скіфської баби, скульптор — Олександр Д'яченко.
- «Жінка і сонце», скульптор — Олександр Мацюк.
- «Діалог», скульптор — Володимир Кочмар, скульптура зображує жіночі та чоловічі губи.
- «Сни амазонки», скульптор — Михайло Кушнір.
- «Куманець», скульптор — Микола Водяний, скульптура зображує куманець — керамічну посудину, поширену в Україні.
- «Ярило», скульптор — Григорій Кудлаєнко, скульптура зображує слов'янського бога Ярило.
- «Скіфія», скульптор — Василь Ярич.
- «Чорне та біле», скульптор — Трота Матіас, композиція складається з двох дерев'яних стовпів з отворами та скульптури жінки, світло через отвори повинно падати на голову жінки.
- «Жінка-нічний птах», скульптор — Пауль Ганді.

## Галерея

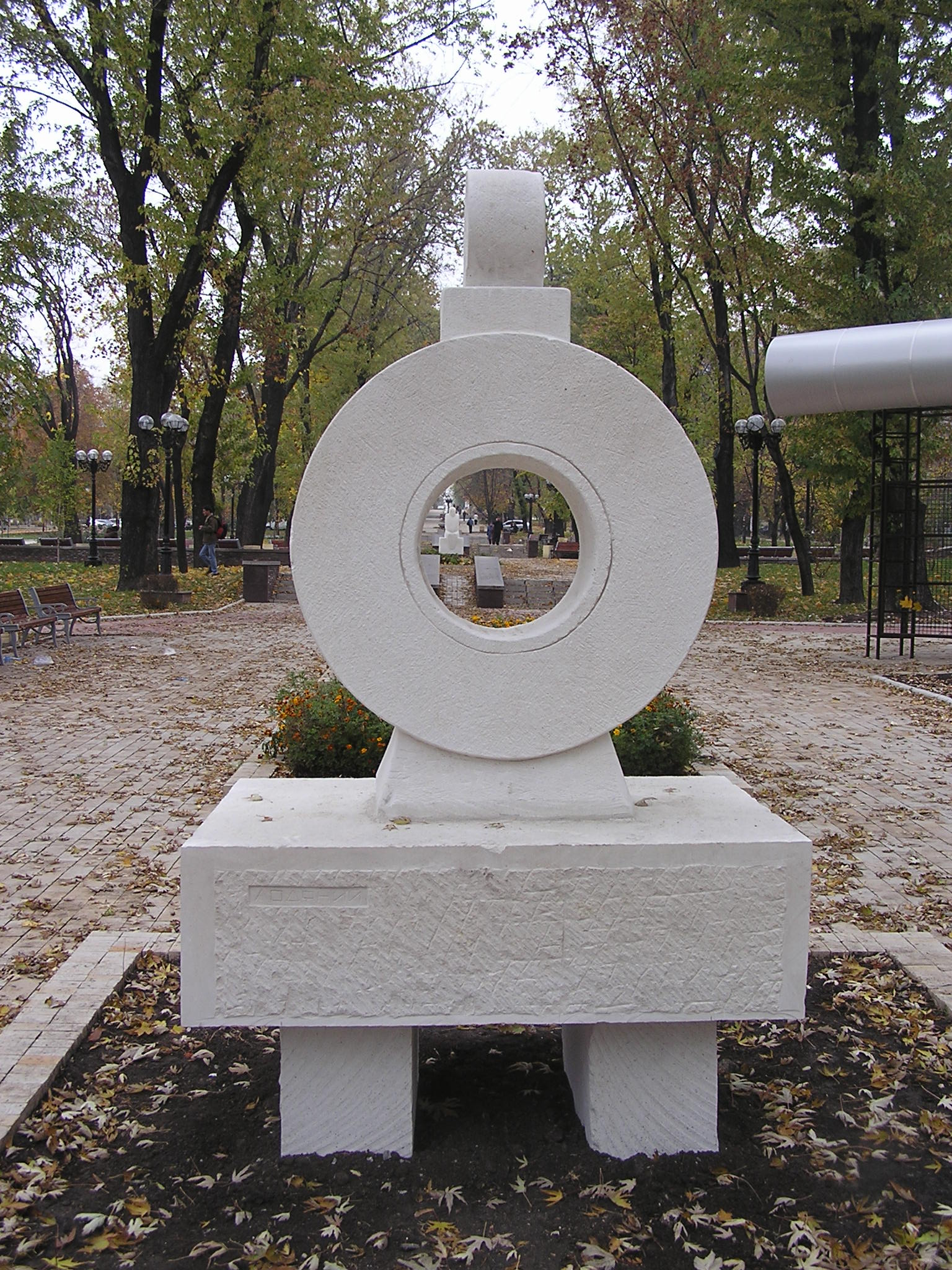
«Куманець»
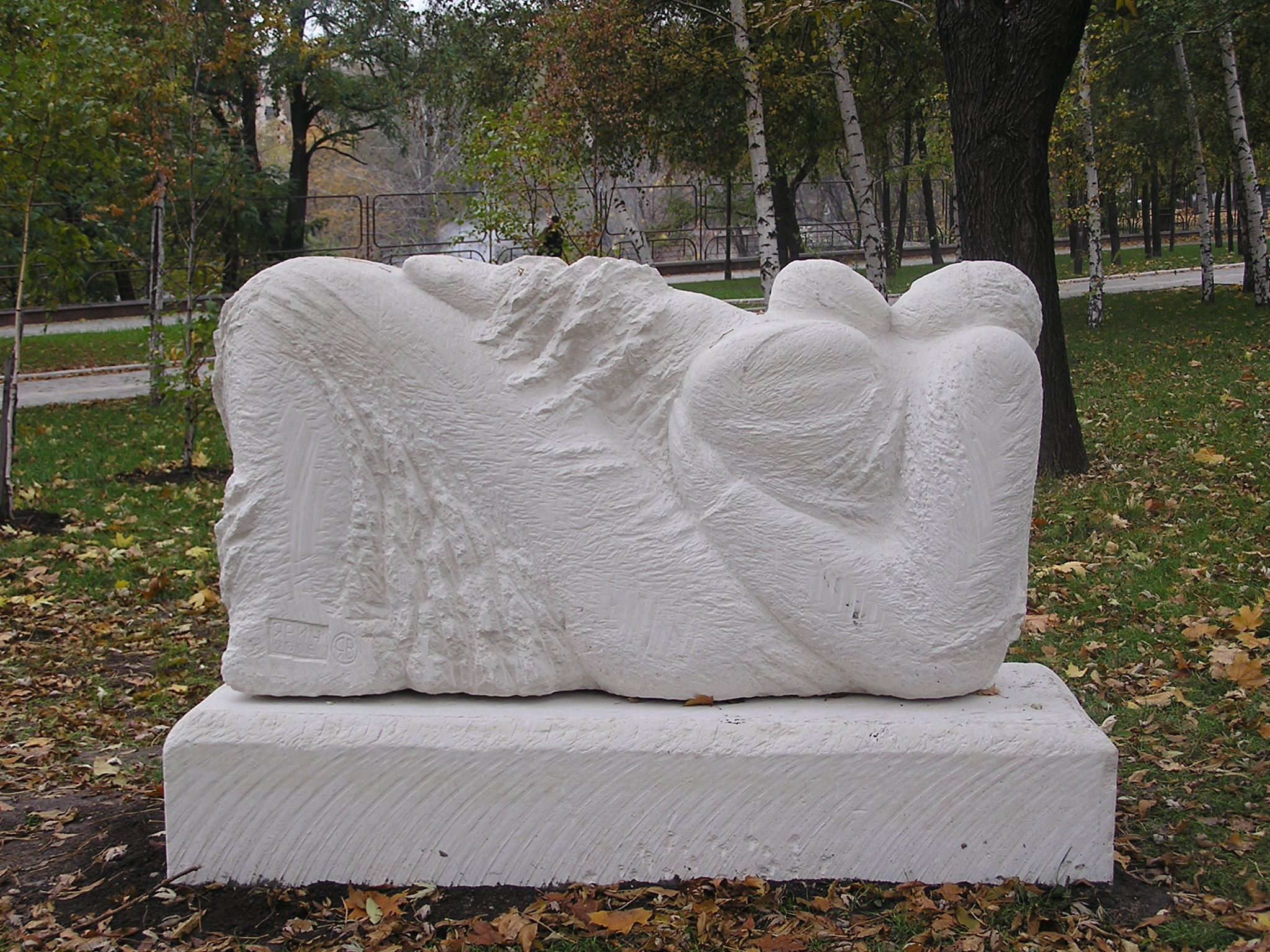
«Скіфія»
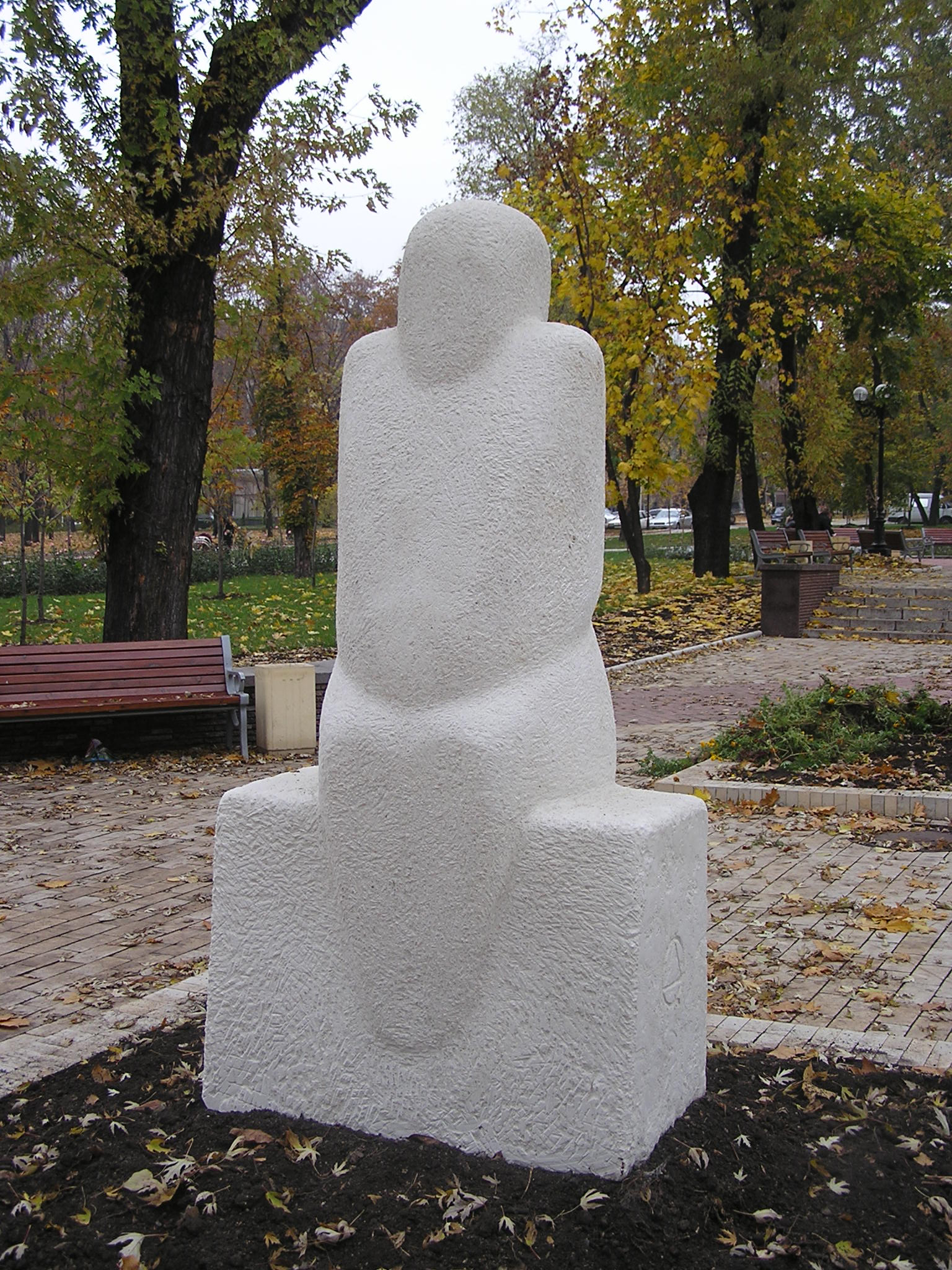
Фігура скіфської баби
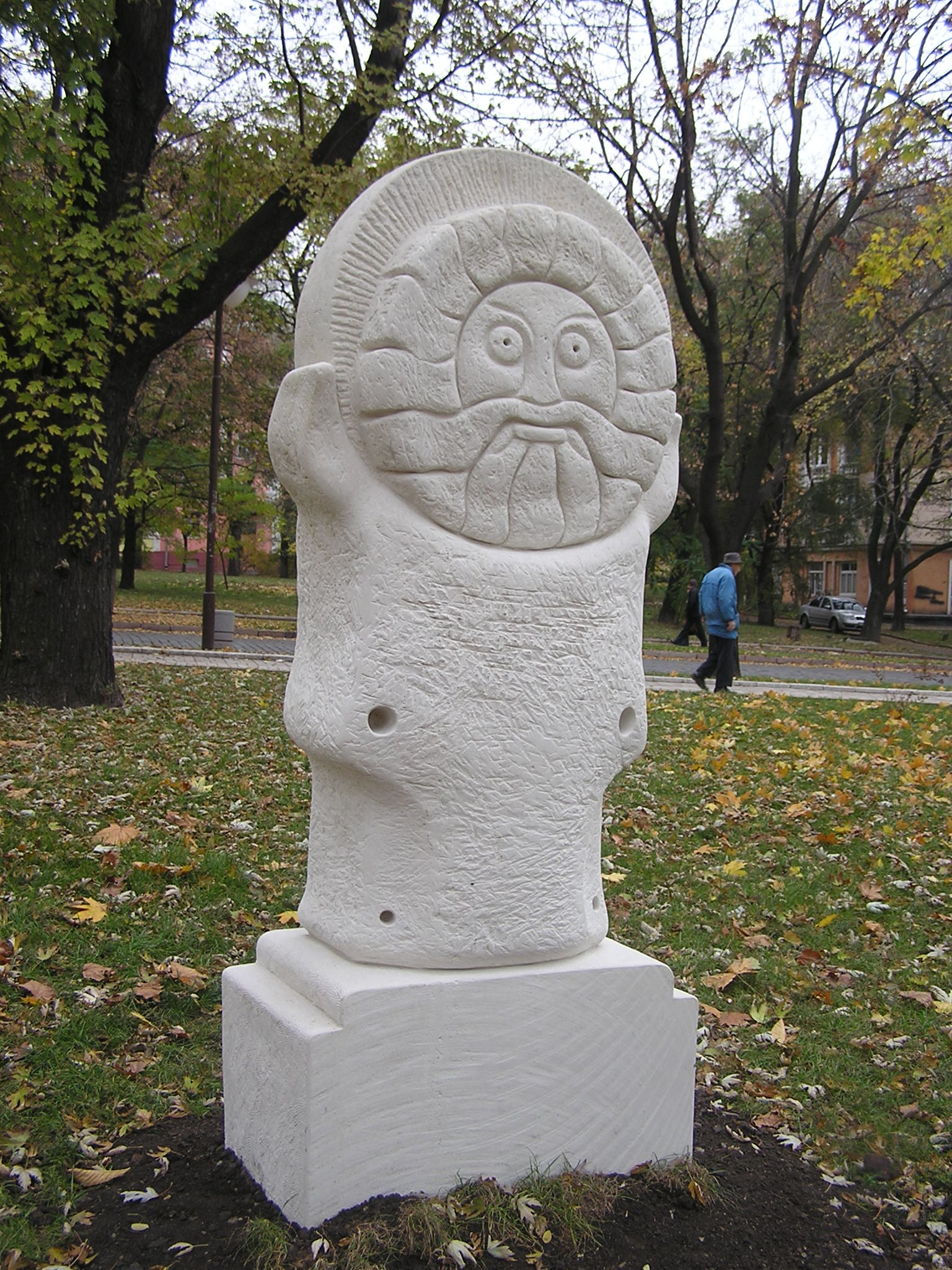
«Ярило»
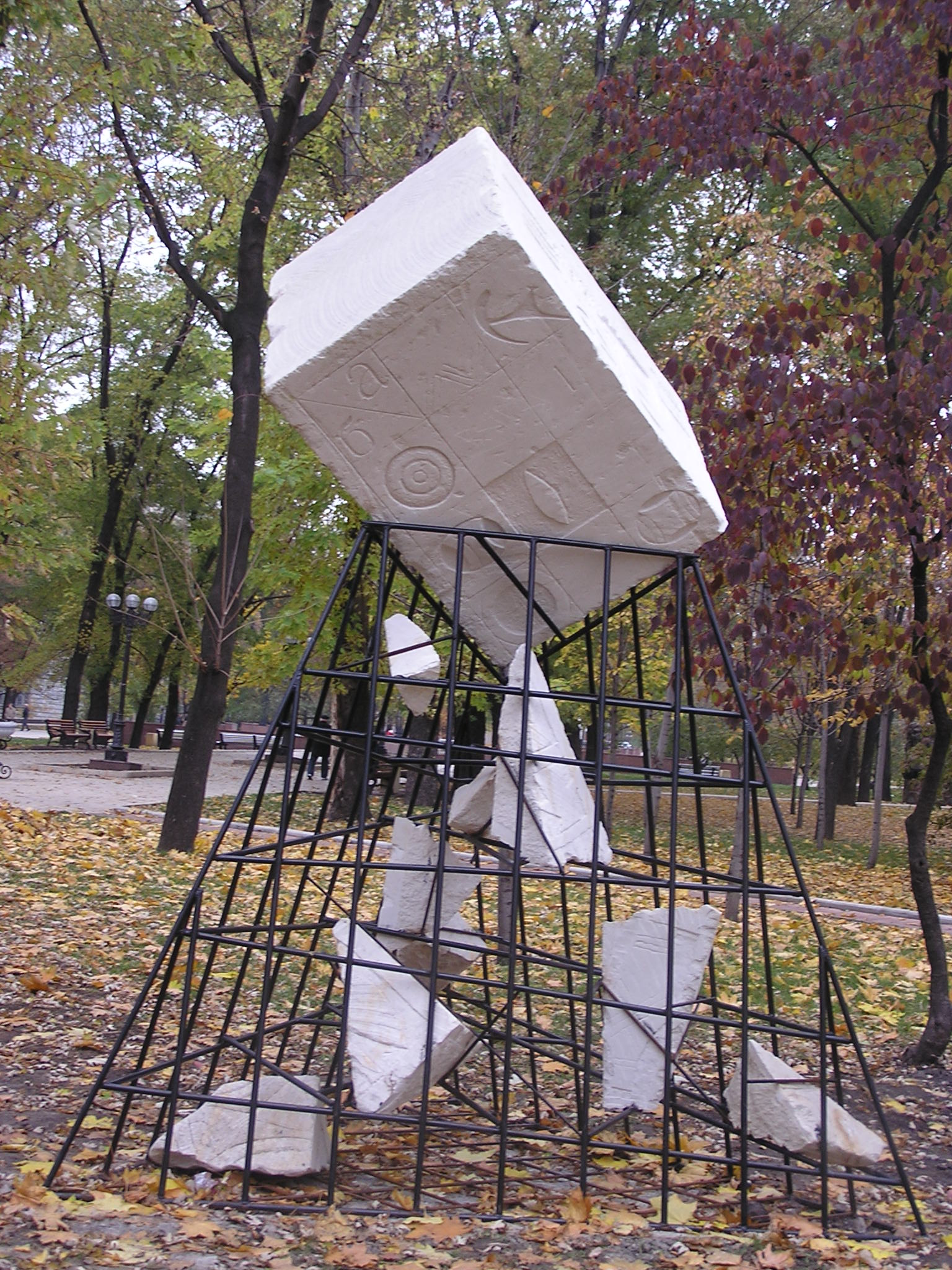
«Наріжний камень»
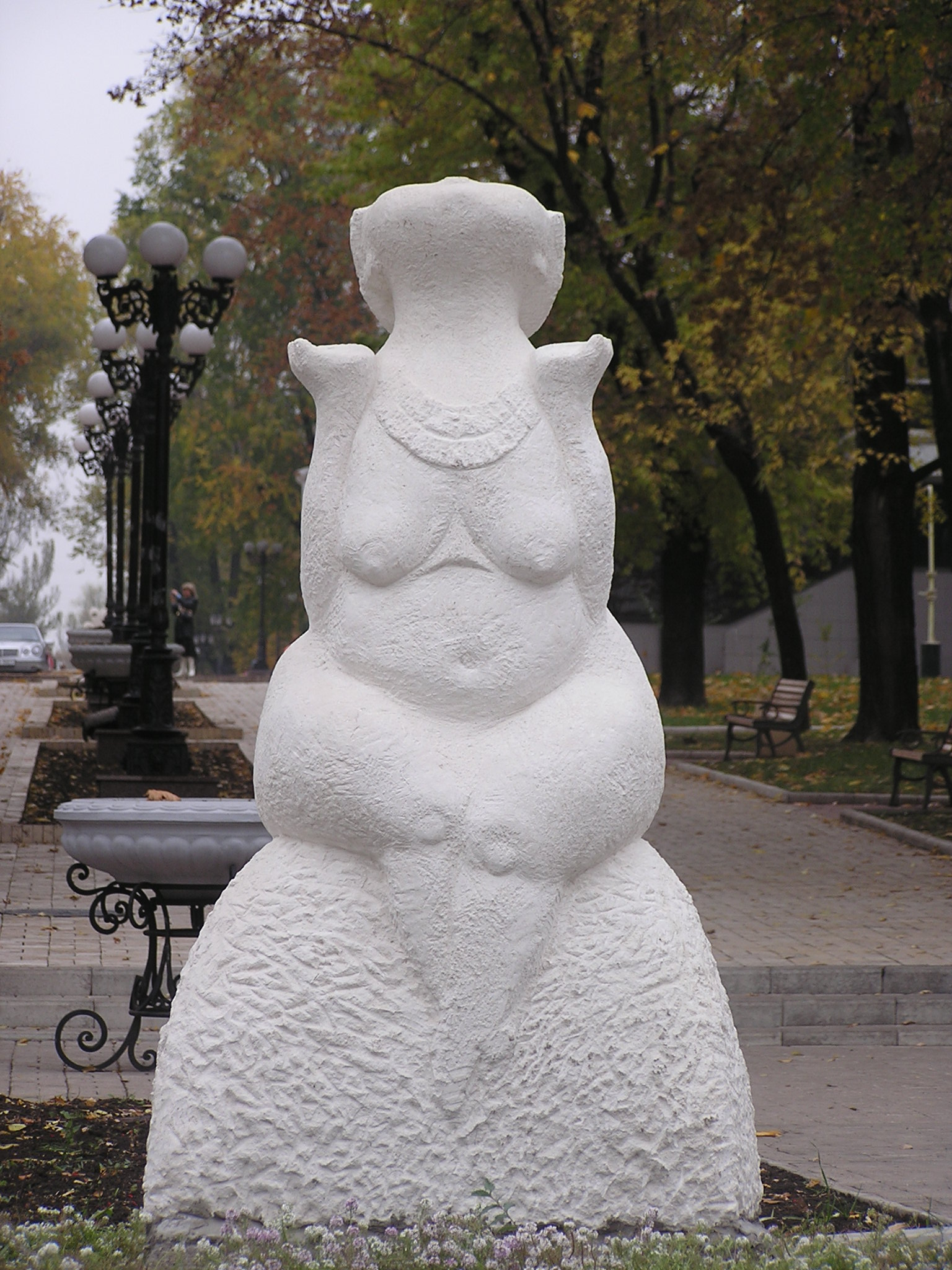
«Жінка і сонце»
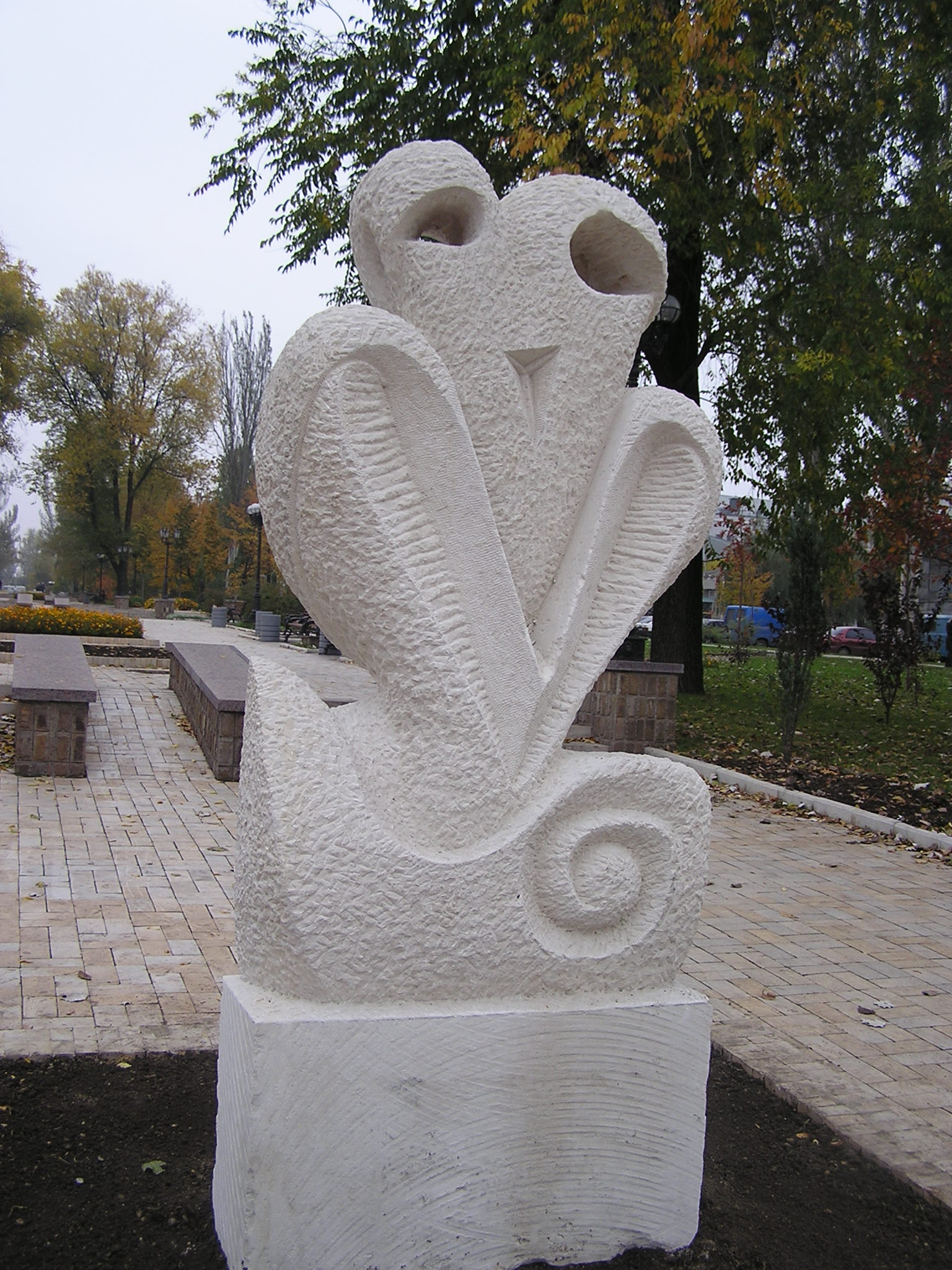
«Діалог»
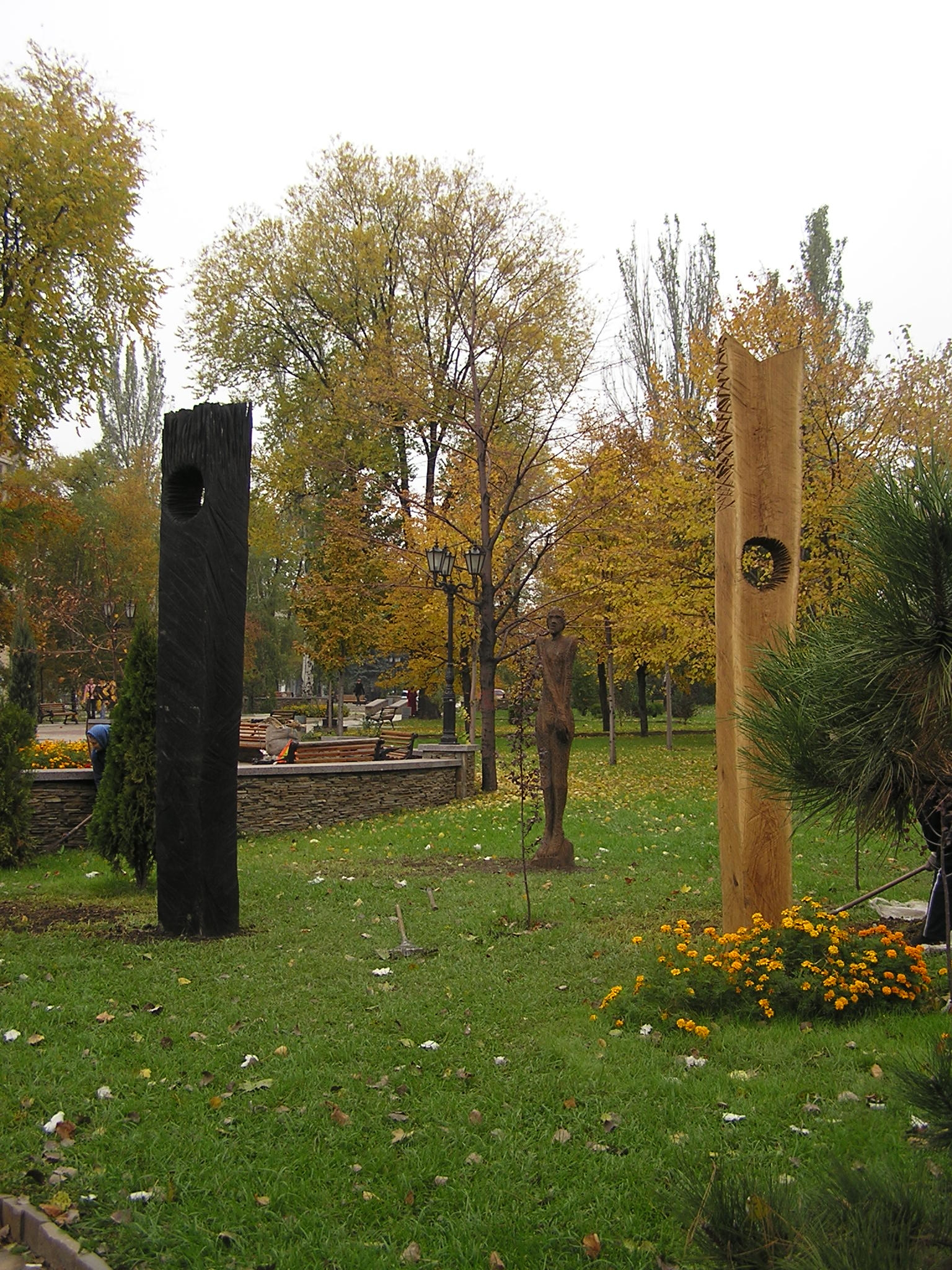
«Чорне і біле»
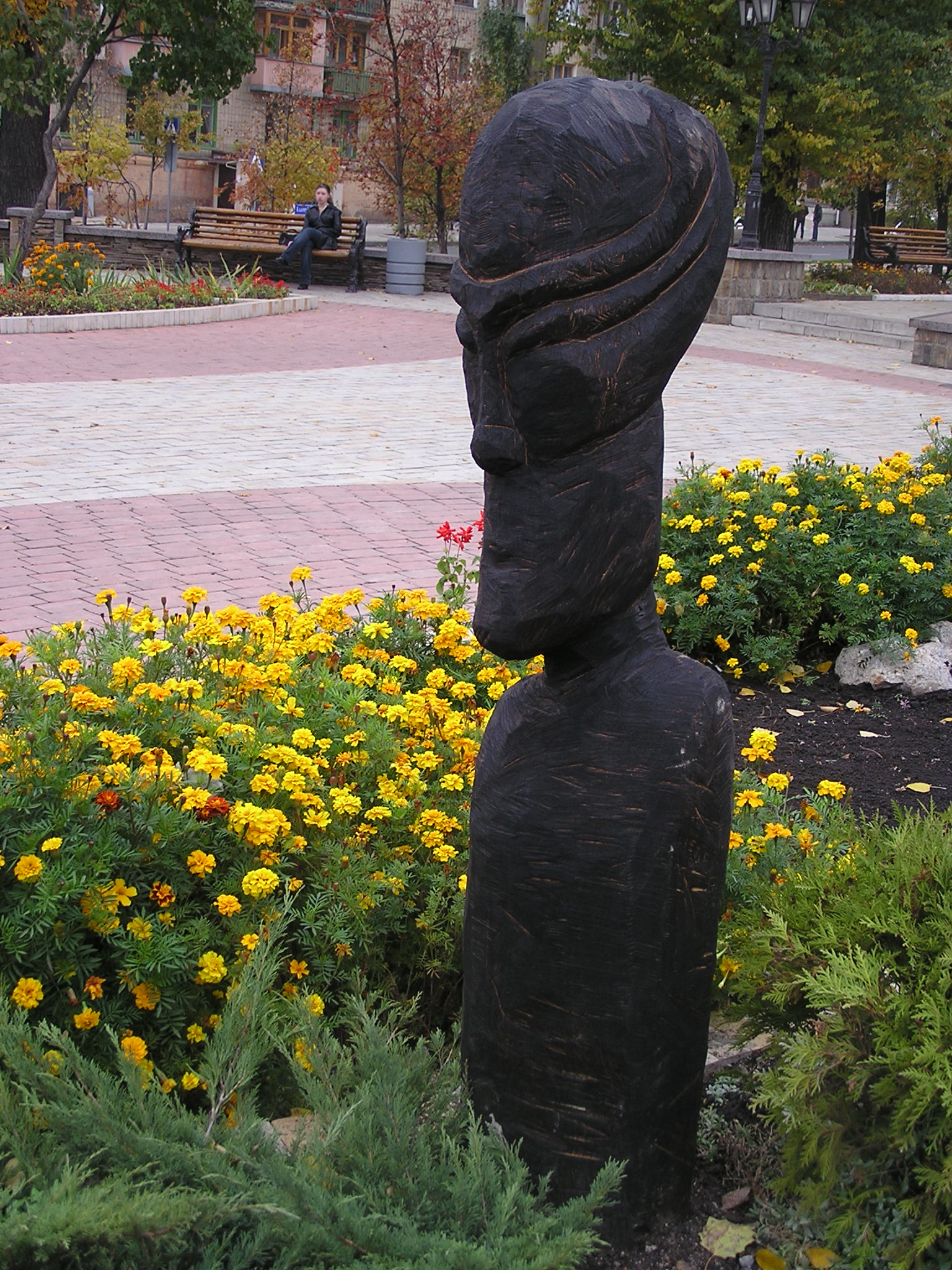
«Жінка-нічний птах»
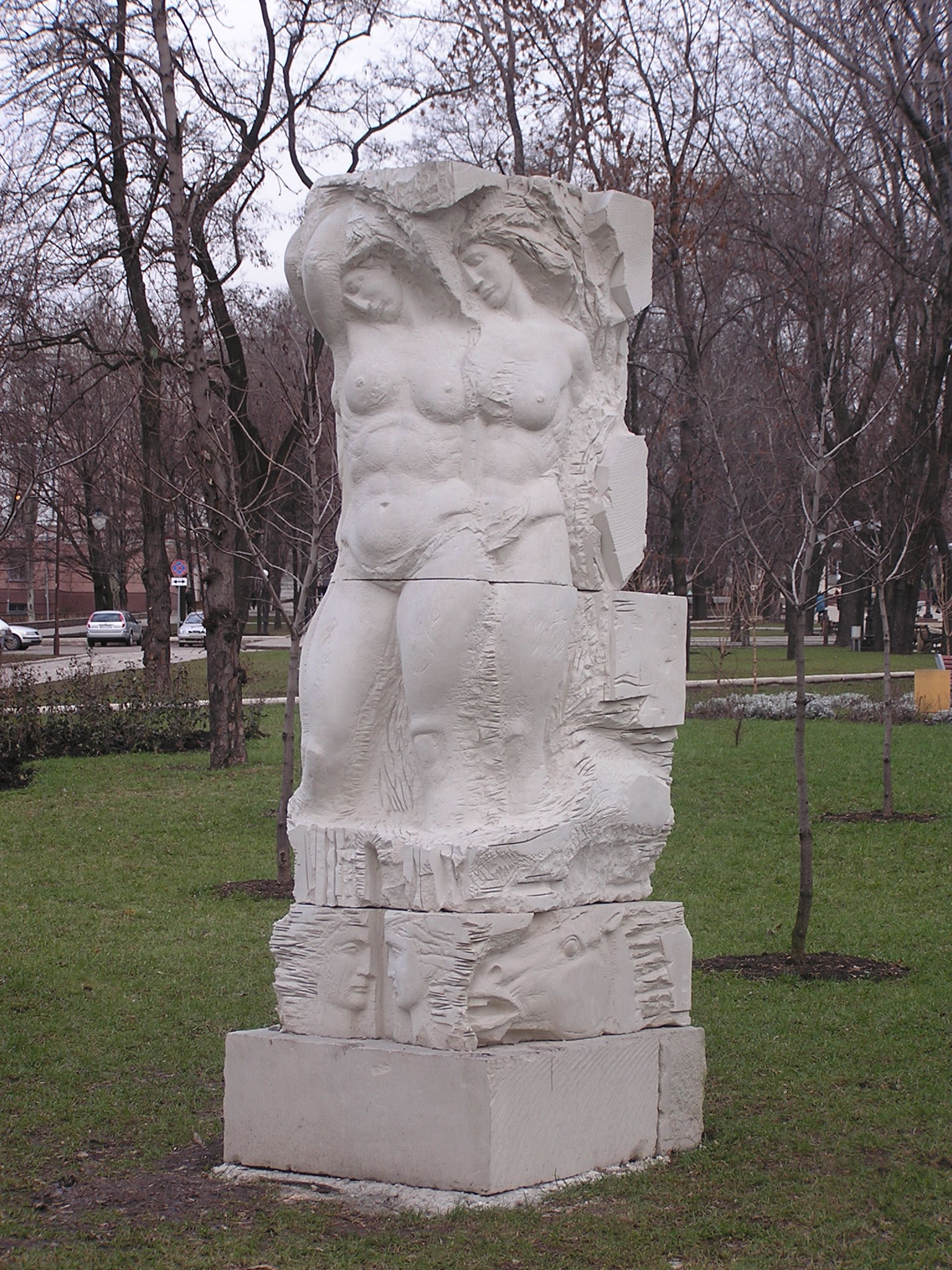
«Сни амазонки»
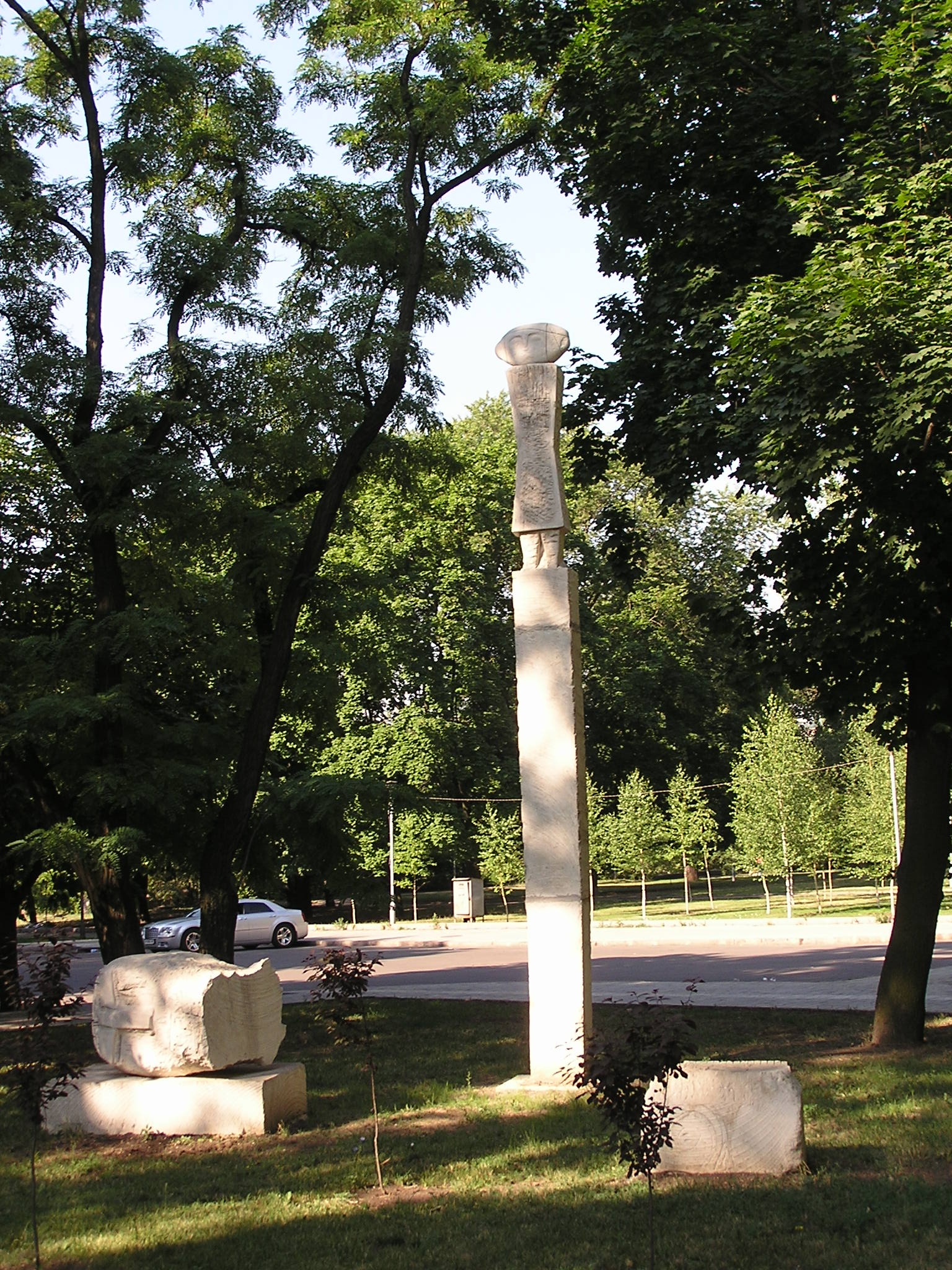
«Давид і Голіаф»